# James T. Abbott
James Thomas Abbott es un abogado y funcionario del gobierno estadounidense, que actualmente es miembro de la Autoridad Federal de Relaciones Laborales (FLRA). 

## Biografía
Casado con Daniel Gri, en un principio, su carrera se inició como Asociado Senior del Consejo del Distrito para Personal y Ética en la Defense Contract Management Agency, Jefe de la Asesoría en Corpus Christi Army Depot, United States Army Materiel Command; y Senior Labor Counsel del HQ Depot Systems Command, U.S. Army Materiel Command.
Antes de asumir su actual cargo, fue jefe del Consejo del FLRA. Con anterioridad a su entrada en la FLRA, Abbott se desempeñó como consejero general adjunto para la United States Congress Office of Compliance de 2004 a 2007.